# Kim Hill (soul)
Kim Hill, född 7 augusti 1972 i Syracuse, New York, är en amerikansk soulsångerska som tidigare sjöng i Black Eyed Peas. Hon lämnade bandet 2000 av okänd anledning och ersattes 2003 av Fergie.